# میهارو، فوکوشیما
میهارو، فوکوشیما (به لاتین: Miharu, Fukushima) یک منطقهٔ مسکونی در ژاپن است که در استان فوکوشیما واقع شده‌است. میهارو ۷۲٫۷۶ کیلومترمربع مساحت و ۱۷٬۲۵۴ نفر جمعیت دارد.